# Agniomorpha ochraceomaculata
Agniomorpha ochraceomaculata là một loài bọ cánh cứng trong họ Cerambycidae.